# Громадянський союз (Аргентина)

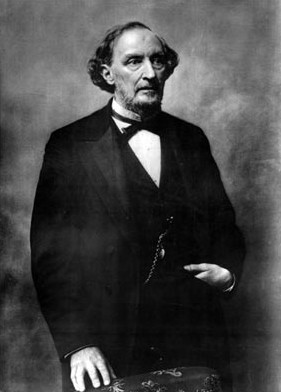
Бартоломе Мітре, засновник Громадянського союзу

Національний громадянський союз (ісп. Unión Cívica Nacional) — аргентинська політична партія, заснована у 1891 році. Первинно базувався на персоні свого засновника і лідера Бартоломе Мітре. Партія розпалась у 1916 році. Частина членів Громадянського союзу сформувала кістяк Громадянського радикального союзу, який є серйозною політичною силою країни донині.